# A Division 1934-1935 (Irlanda)
La stagione 1934-1935 è stata la quattordicesima edizione della League of Ireland, massimo livello del calcio irlandese.

## Classifica finale
|  | Pos. | Squadra          | Pt | G  | V  | N | P  | GF | GS | DR  |
|  | ---- | ---------------- | -- | -- | -- | - | -- | -- | -- | --- |
|  | 1.   | Dolphin          | 28 | 18 | 12 | 4 | 2  | 48 | 21 | +27 |
|  | 2.   | St. James's Gate | 27 | 18 | 12 | 3 | 3  | 46 | 33 | +13 |
|  | 3.   | Sligo Rovers     | 20 | 18 | 8  | 4 | 6  | 44 | 30 | +14 |
|  | 4.   | Bohemians        | 20 | 18 | 9  | 2 | 7  | 44 | 36 | +8  |
|  | 5.   | Dundalk          | 20 | 18 | 8  | 4 | 6  | 37 | 32 | +5  |
|  | 6.   | Shamrock Rovers  | 16 | 18 | 5  | 6 | 7  | 27 | 33 | -6  |
|  | 7.   | Bray Unknowns    | 15 | 18 | 6  | 3 | 9  | 39 | 56 | -17 |
|  | 8.   | Waterford        | 12 | 18 | 4  | 4 | 10 | 43 | 54 | -11 |
|  | 9.   | Drumcondra       | 12 | 18 | 4  | 4 | 10 | 22 | 39 | -17 |
|  | 10.  | Cork             | 10 | 18 | 3  | 4 | 11 | 30 | 46 | -16 |

Legenda: 

         Campione d'Irlanda
Note:
Due punti a vittoria, uno a pareggio, zero a sconfitta.

## Statistiche

### Primati stagionali
| Record - Maggior numero di vittorie: Dolphin, St. James's Gate (12) - Minor numero di sconfitte: Dolphin (2) - Miglior attacco: Dolphin (48) - Miglior difesa: Dolphin (21) - Miglior differenza reti: Dolphin (+27) - Maggior numero di pareggi: Shamrock Rovers (6) - Minor numero di vittorie: Cork (3) - Maggior numero di sconfitte: Cork (11) - Peggiore attacco: Drumcondra (22) - Peggior difesa: Bray Unknowns (56) - Peggior differenza reti: Drumcondra e Bray Unknowns (-17) |